# Forte spagnolo
Il Forte Spagnolo (noto anche come Castello Cinquecentesco) è una fortezza dell'Aquila, costruita nel corso di un grandioso progetto di rafforzamento militare del territorio avvenuto durante la dominazione spagnola in Italia meridionale nella prima metà del Cinquecento: mai utilizzato per scopi bellici, fu adibito nel Seicento a residenza del governatore spagnolo e in seguito fornì alloggio ai soldati francesi nell'Ottocento e a quelli nazisti durante la Seconda guerra mondiale, mentre già nel 1902 era stato dichiarato monumento nazionale.
Restaurato nel 1951 ad opera della Soprintendenza ai Monumenti e Gallerie d'Abruzzo e Molise, è divenuto sede del Museo Nazionale d'Abruzzo, il più importante della regione. È sede di mostre e convegni e al suo interno trovano posto anche un Auditorium e una Sala Conferenze. Rimasto gravemente danneggiato dal terremoto dell'Aquila del 2009, dal 2011 al 2025, è stato oggetto di lavori di ricostruzione e restauro, per rendere la struttura di nuovo agibile.

## Storia

### La dominazione spagnola

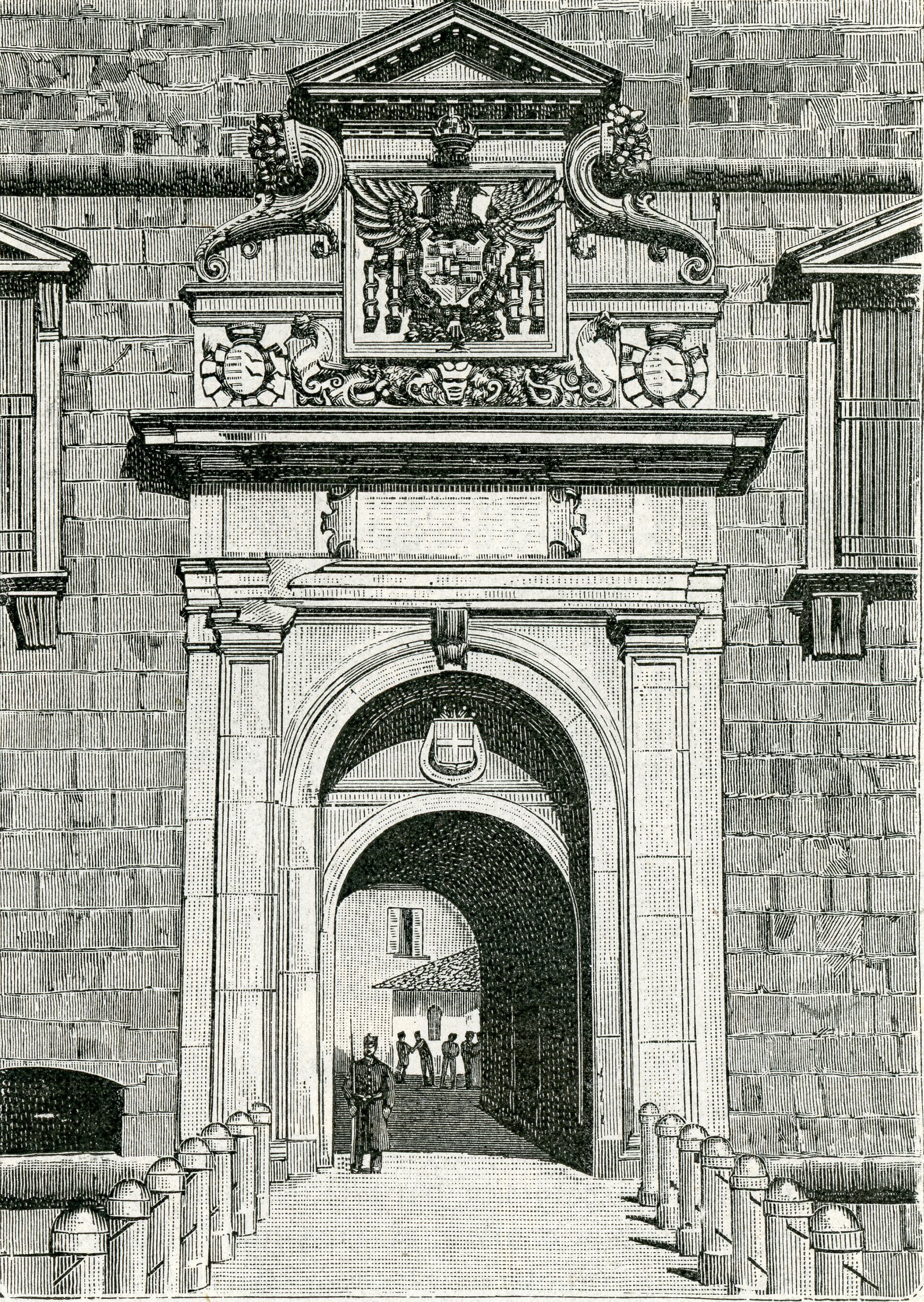
Il portale in una incisione di Strafforello Gustavo (1899)

Nel 1503 gli spagnoli conquistarono il Regno di Napoli ponendovi a capo un viceré di loro fiducia ed occupando tutti i posti di comando. All'Aquila, la nomina del conte Ludovico Franchi a Signore della Città segnò il definitivo tramonto di ogni forma di autonomia cittadina e contribuì alla decadenza della città, fino ad allora una delle più fiorenti del Regno.
Nella speranza di riconquistare libertà e privilegi perduti, gli aquilani si unirono alla lega antispagnola capeggiata dai francesi, cui vennero nel 1527 aperte le porte della città, che tuttavia venne sconfitta nel 1529. L'Aquila venne occupata militarmente da Filiberto d'Orange, viceré e luogotenente del Regno di Napoli, saccheggiata e costretta a versare nelle casse spagnole una esosa tassa. Inoltre la città venne distaccata dal suo contado, che venne spartito in feudi e dato in possesso a capitani dell'esercito imperiale, infliggendo un colpo durissimo alla sua economia.

### LaCastellina
Nello stesso anno Filiberto d'Orange individuò nell'angolo nord-orientale della città il punto più elevato della cinta muraria, laddove già nel 1401 Re Ladislao I fece erigere una rocca, e vi cominciò la costruzione di una piccola fortezza.
La Castellina, fatta costruire "per tenere con grosso presidio a freno i cittadini" è di fatto il segno tangibile di un'oppressione non solo politica e militare ma anche, e soprattutto, economica e sociale. Completata nel 1530, era una modesta ma massiccia costruzione bastionata ed ospitava un castellano e una guarnigione dell'esercito imperiale. Era tuttavia destinata ben presto a fare posto ad una ben più imponente fortezza.

### La costruzione del Forte
Nel 1532, il nuovo viceré del Regno di Napoli, Pedro Álvarez de Toledo y Zúñiga, volle infatti predisporre un funzionale impianto di fortificazioni rendendo più potenti e più moderne le strutture preesistenti, adeguandole all'evoluzione delle tecniche ossidionali, realizzando nuove opere che potessero reggere l'attacco della moderna artiglieria delle armi da fuoco. Furono chiamati a partecipare alla realizzazione di questa immensa opera difensiva i più famosi architetti militari dell'epoca, la maggior parte dei quali provenienti dalla Spagna.

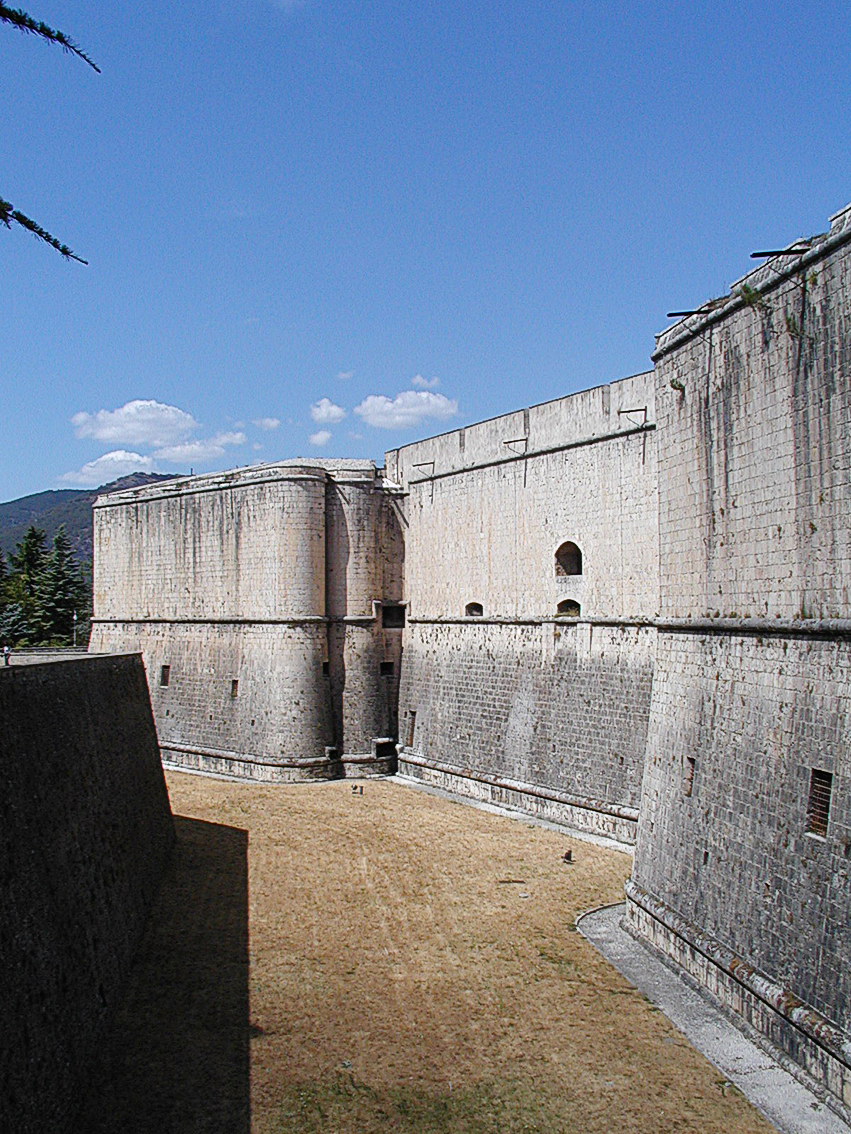
Particolare dei bastioni

La rivolta del 1527 a favore dei francesi, si dimostrò ancora una volta un abile pretesto colto dagli spagnoli per condannare la città a sostenere totalmente le spese della costruzione del nuovo castello, versando 100.000 ducati annui. Nel 1534 fu incaricato del progetto l'architetto, nonché capitano dell'esercito di Carlo V, Pedro Luis Escrivà (Escribàs) di Valencia.
La costruzione, che necessitava di enorme spazio, comportò la distruzione di un intero quartiere. Addirittura, per la costruzione degli enormi cannoni posti a difesa della fortezza vennero fuse le campane della città, tra cui la grande Campana della Giustizia posta sulla Torre Civica. Nelle intenzioni del viceré, il Forte doveva assolvere una duplice funzione: quella di baluardo difensivo nell'estremo confine settentrionale del regno di Carlo V, e quella di punto di controllo per il traffico della lana lungo l'asse che collegava Napoli a Firenze.

### Decadenza e successivi utilizzi
I lavori procedettero spediti fino al 1549 per poi rallentare fino al 1567 anno in cui, mutate le condizioni politiche e tolto il pesante onere della costruzione alla città, si arrestarono del tutto, nonostante si fossero ultimate soltanto le opere di funzione strettamente militare del manufatto. Lo stesso Escrivà nel 1537 abbandonò la direzione diretta dei lavori per trasferirsi a Napoli dove aveva ottenuto il prestigioso incarico di ricostruire Castel Sant'Elmo. Lo sostituì Gian Girolamo Escrivà, probabilmente suo parente, che diresse i lavori fino al 1541.
Il Forte, che non fu mai completato, non fu neanche mai utilizzato dagli spagnoli in importanti azioni militari, poiché nella seconda metà del Cinquecento il centro degli interessi dell'Impero Spagnolo si spostò dal bacino del Mediterraneo prima al Nord Europa e poi in Sudamerica.
Venne quindi dapprima utilizzato come residenza dal governatore spagnolo e, in seguito all'invasione francese, come alloggio dalle truppe transalpine. Subì, invece, gravi danneggiamenti durante la seconda guerra mondiale, periodo in cui venne utilizzato dalle truppe d'occupazione tedesche come comando e prigione.

### Il restauro e la sede del Museo Nazionale d'Abruzzo

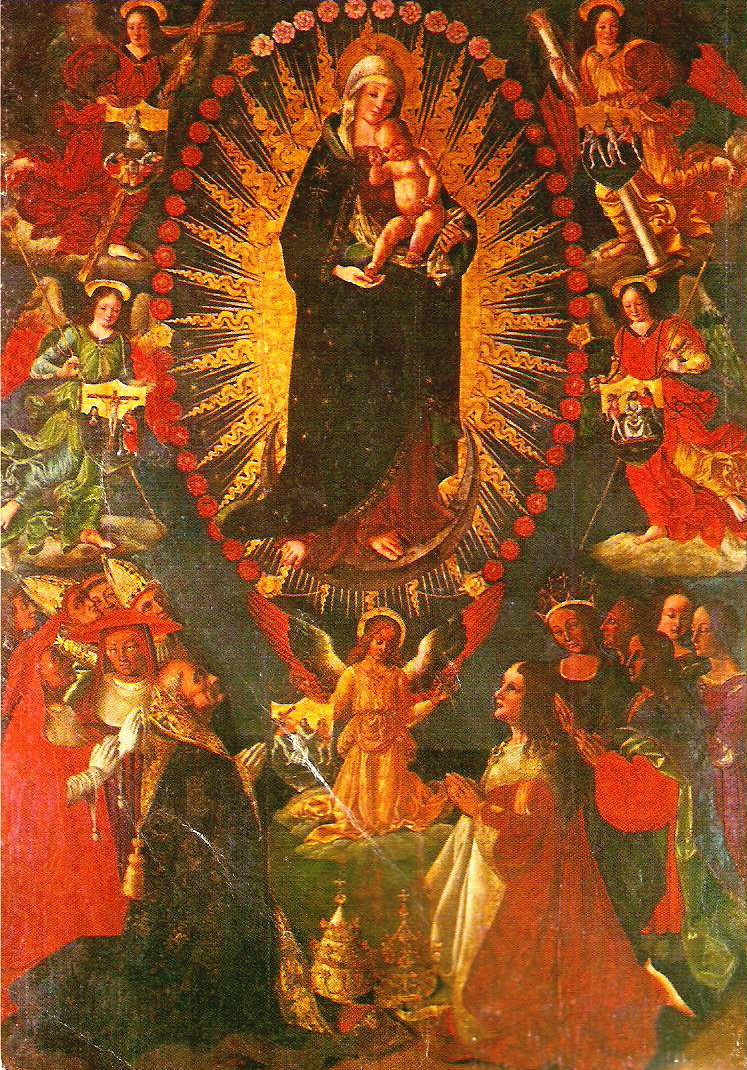
Madonna del Rosario di Saturnino Gatti

Nel dopoguerra, sventato il pericolo di trasformazione del Forte in carcere, passò dall'amministrazione della Difesa a quella della Pubblica Istruzione e dopo il restauro avvenuto nel 1951 ad opera della Soprintendenza ai Monumenti e Gallerie d'Abruzzo e Molise, divenne sede del Museo Nazionale d'Abruzzo e di numerose altre istituzioni quali l'Osservatorio Aquilano, l'Istituto Nazionale di Geofisica, la Società Aquilana di Concerti oltre che, naturalmente, la stessa Soprintendenza per i Beni Ambientali Architettonici Artistici e Storici per l'Abruzzo (B.A.A.A.S.), proponendosi come nuovo centro sociale e culturale della città.
Gli ambienti del Forte ospitano oggi un importante Auditorium, ed una Sala delle Conferenze, oltre che spazi espositivi per mostre e convegni.
Il Forte ha subito danni ingenti a seguito del terremoto del 2009, soprattutto per quanto riguarda il ponte di collegamento sul fossato ed i piani superiori.

## Descrizione
L'imponente fortezza, eseguita seguendo le più aggiornate tecniche di fortificazione dell'epoca, si presenta a pianta quadrata, con ai quattro angoli massicci bastioni dai profili affilati con schema detto a punta di lancia, ognuno in direzione dei quattro punti cardinali. Nelle sue fattezze il Forte Spagnolo presenta molte analogie con il Castello di Barletta e il Castello di Copertino, anch'essi a pianta quadrangolare con quattro bastioni lanceolati, costruiti durante lo stesso periodo del regno di Carlo V, e, presumibilmente, per incarico dello stesso viceré di Napoli, Pedro Álvarez de Toledo, non però dallo Escrivà, ma dall'architetto copertinese Evangelista Menga.
Il Forte è contornato da un profondo e largo fossato, mai riempito d'acqua, ed è accessibile da un ponte in muratura, un tempo con piano di calpestio interamente in legno parzialmente retraibile, distrutto nel 1883 e sostituito dall'attuale in pietra, mediante il quale si accede al Portale d'ingresso raffigurante lo stemma di Carlo V. La struttura è circondata da un enorme parco alberato, il Parco del Castello, autentico polmone verde della città.

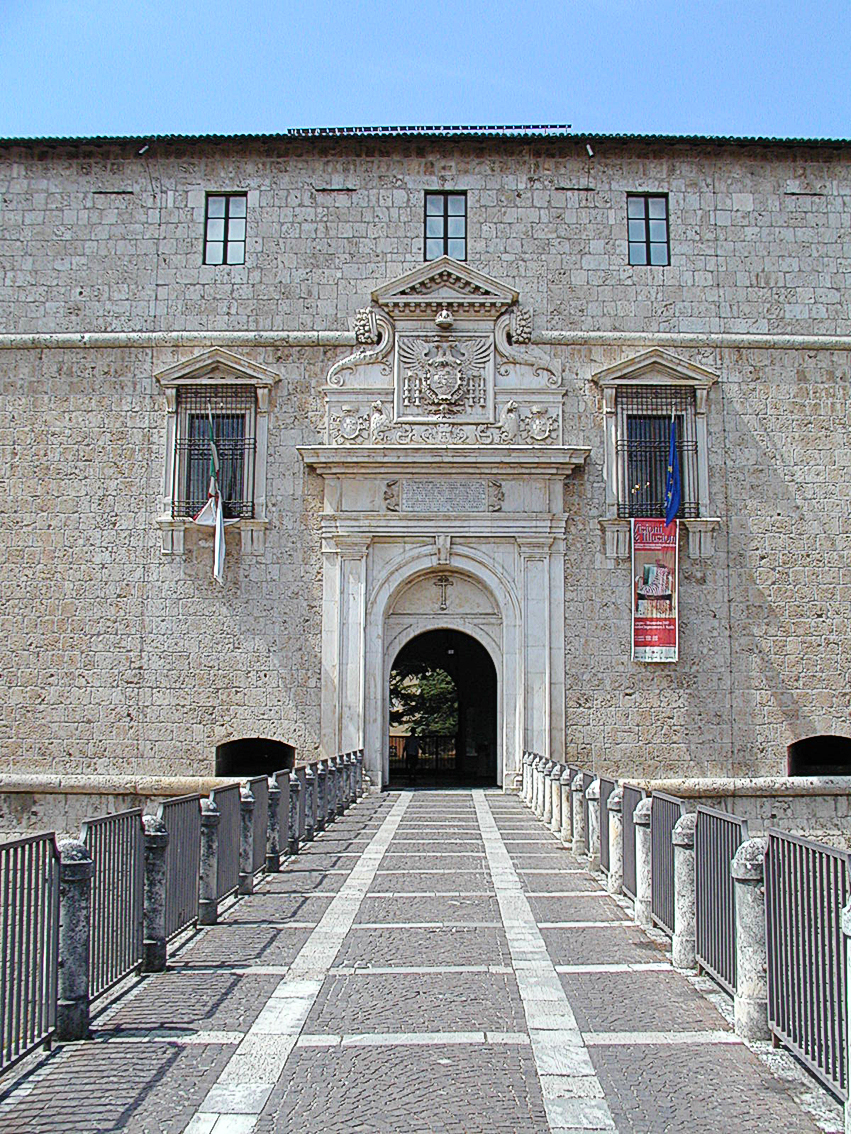
Il portale d'ingresso con lo stemma di Carlo V

### Il portale
Il maestoso portale bianco, fiancheggiato da lesene d'ordine dorico e sormontato dal prezioso coronamento con l'aquila bicipite, emblema della Casa d'Austria, è unanimemente considerato un assoluto capolavoro nel suo genere. A ricordo delle vicende che hanno portato alla costruzione del Forte ed al fine di scoraggiare ogni futuro tentativo di ribellione, reca nella parte superiore l'iscrizione:
AD REPRIMENDAM AUDACIAM AQUILANORUM
La progettazione del manufatto è, con ogni probabilità, da attribuirsi allo Escrivà che ne ripropose le fattezze anche nel portale da lui stesso realizzato a Castel Sant'Elmo a Napoli, seppur in maniera più modesta. La costruzione è invece opera degli aquilani Salvato Salvati e Pietro Di Stefano, allievo di Salvato Romano, sintomo di una viva ed importante tradizione locale nella scultura instaurata da Silvestro dell'Aquila e dalla sua cerchia.

### I bastioni
I quattro bastioni, che spiccano come elemento fondamentale nella concezione strutturale dell'edificio, rappresentando la postazione primaria sia per l'offesa che per la difesa del Forte. Di forma lanceaolata, furono costruiti in modo da sostenere e deviare le eventuali cannonate.
Per la loro grandezza e complessità erano ciascuno in grado di resistere autonomamente agli assalti nel caso l'invasore fosse penetrato nel corpo centrale. Erano, difatti, dotati di cisterna autonoma per l'approvvigionamento dell'acqua. Ogni bastione contiene due grandi costruzioni, le casematte, volte a proteggere uomini o pezzi di artiglieria e chiuse a volta, con uno spiraglio circolare per smaltire i fumi. Dalle casematte si ha accesso alle contromine, un sistema di cunicoli in serie, costruiti dentro le fondamenta della struttura, che permettevano di bloccare le mine dei nemici.

### Le mura

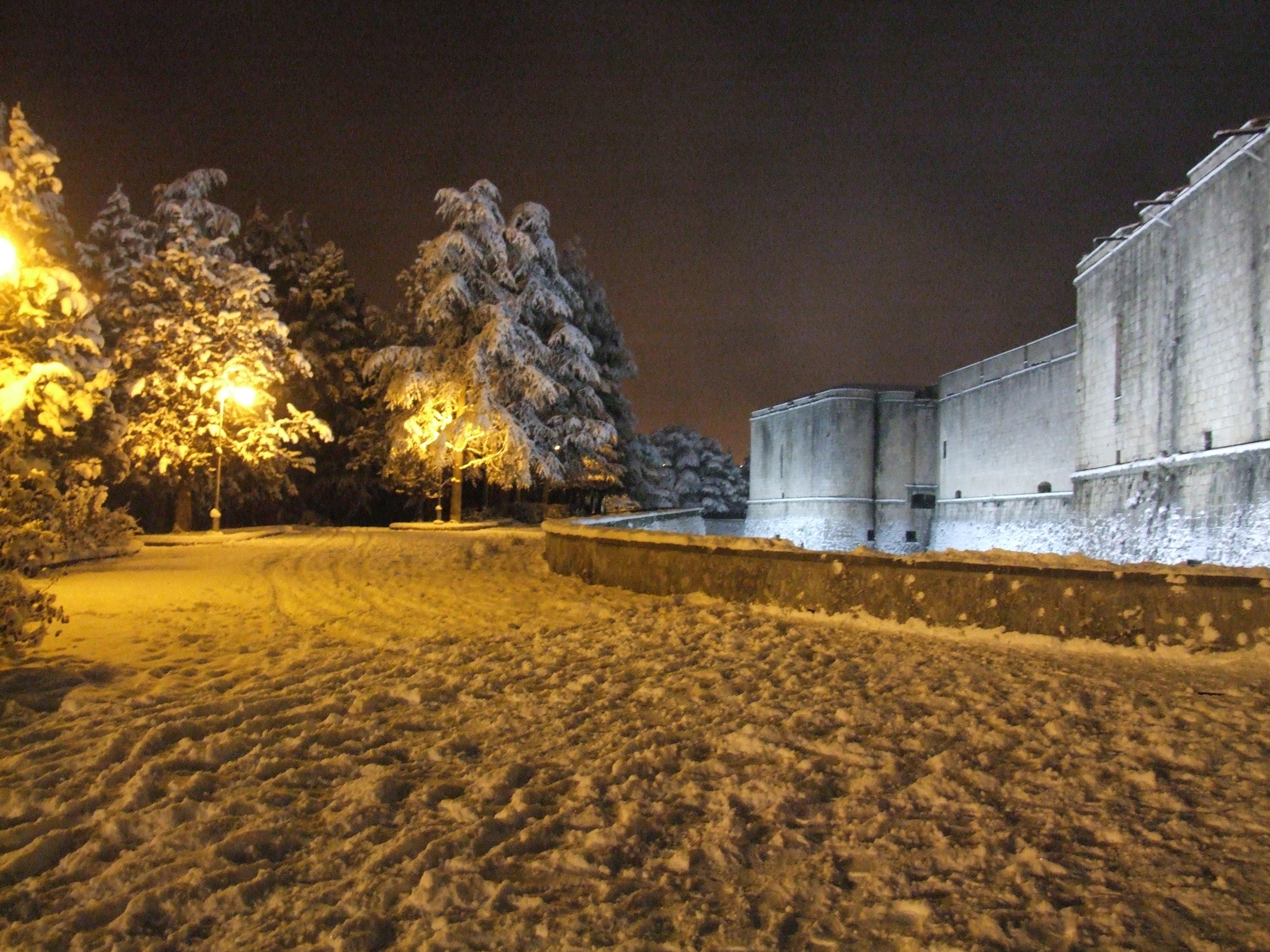
Il Parco intorno al castello con la neve

I bastioni sono collegati alla cortina tramite doppie sporgenze, autentica caratteristica della struttura e importante innovazione nell'architettura militare. Questa accortezza, che contribuì a migliorare la plasticità dell'edificio, aveva l'importante funzione di raddoppiare il numero delle bocche da fuoco, rendendo più potente il fuoco di fiancheggiamento e diminuendo, per la loro angolazione, la possibilità per i colpi dei nemici di penetrare all'interno.
Ogni lato della costruzione, esternamente rivestita in travertino, misura ben centotrenta metri. Costruito sulla viva roccia, presenta nelle mura spessori notevoli, che vanno dai dieci metri alla fondazione, ai cinque metri alla sommità della cortina ed è assolutamente privo di elementi decorativi, fatto salvo il pregiato portale in pietra.
Il cortile interno presenta una forma quadrata. Il lato a sud-est, corrispondente all'entrata, mostra un porticato a doppio ordine di lesene, che nei progetti dello Escrivà, probabilmente, doveva estendersi a tutto il perimetro della corte ma non fu mai completato.

### I sotterranei
Di particolare fascino ed interesse sono i sotterranei del Forte, le cui vicende possono essere collegate alle strutture carcerarie ospitate nella fortezza sin dalla sua costruzione. Difatti, anche a causa della connotazione repressiva ed intimidatoria che lo caratterizza, il Forte è stato per lungo tempo adibito a carcere anche se, in un primo momento, questa utilizzazione era limitata al piano terreno, a ridosso del bastione est. Al di sotto di queste, è plausibile l'esistenza di una prigione sotterranea, una segreta tetra ed oscura ricavata sull'estradosso della volta che copre la rampa d'accesso alla casamatta inferiore del bastione est.
Le condizioni climatiche dei sotterranei hanno consentito la mummificazione di centinaia di corpi di persone inumate in una cappella sotterranea. La quasi totalità di queste mummie venne poi risepolta nel cimitero cittadino, tranne quattro esemplari tuttora conservati nei sotterranei del Forte, in un contenitore parzialmente vetrato.

## Il Forte nella cultura di massa
Nel 1981, le Poste Italiane dedicarono al Forte un francobollo da 30 lire, facente parte della raccolta nota come "Castelli d’Italia".